# مواد دانه‌ای

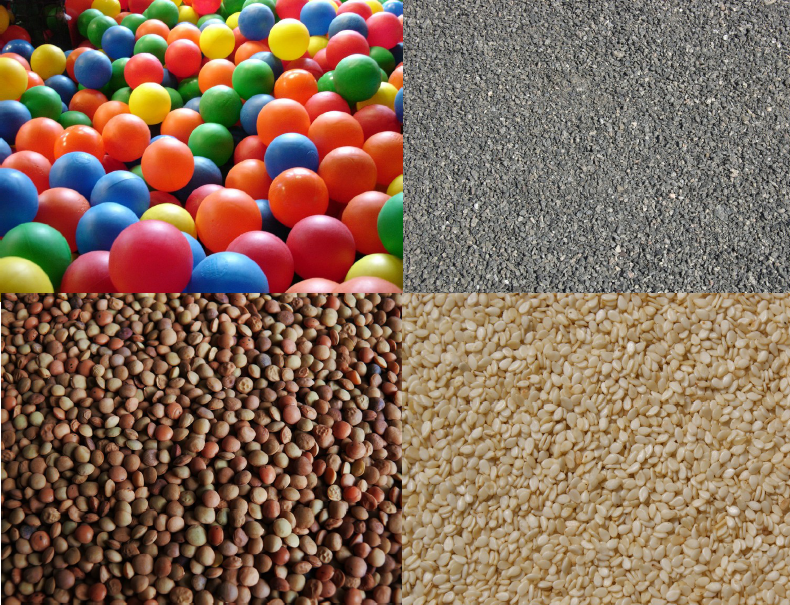
مثال‌هایی از مواد گرانولی

مواد دانه‌ای یا مواد گرانولی (به انگلیسی: Granular Matter) به مجموعه‌ای از ذرات جامد و کلان‌مقیاس گفته می‌شود که به دلیل تعاملات بین ذرات، انرژی خود را از دست می‌دهند. یکی از مثال‌های رایج در این زمینه اصطکاکی است که هنگام برخورد ذرات ایجاد می‌شود. ذرات تشکیل‌دهنده مواد گرانولی به اندازه‌ای بزرگ هستند که تحت تأثیر نوسانات حرارتی قرار نمی‌گیرند. به‌طور کلی، حد پایین اندازه ذرات در مواد گرانولی حدود ۱ میکرون است. در حالی که در حد بالای اندازه، فیزیک مواد گرانولی می‌تواند به یخ‌های شناور در دریاها یا کمربند سیارکی در منظومه شمسی که در آن هر ذره یک سیارک است، تعمیم یابد.
از جمله مثال‌های رایج مواد گرانولی می‌توان به برف، آجیل، زغال‌سنگ، شن، برنج، قهوه، غلات صبحانه، نمک و توپ‌های بلبرینگ اشاره کرد. تحقیقات در زمینه مواد گرانولی به‌طور مستقیم قابل کاربرد است و تاریخچه‌ای طولانی دارد که به کارهای شارل-اوگستین دو کلم مربوط می‌شود؛ کسی که قانون اصطکاک را برای اولین بار برای مواد گرانولی بیان کرد. این مواد در صنایع مختلفی مانند داروسازی، کشاورزی و تولید انرژی اهمیت تجاری زیادی دارند.
پودرها به عنوان یک کلاس خاص از مواد گرانولی شناخته می‌شوند که به دلیل اندازه کوچک ذرات خود، چسبندگی بیشتری دارند و به راحتی در یک گاز معلق می‌شوند.
سرهنگ رالف آلجر باگنولد، یک فیزیکدان و نظامی، یکی از پیشگامان فیزیک مواد گرانولی بود و کتاب او با عنوان "فیزیک شن‌های بادی و تپه‌های شنی بیابانی" هنوز هم به عنوان مرجع مهمی شناخته می‌شود. به گفتهٔ دانشمند مواد، پاتریک ریچارد، "مواد گرانولی در طبیعت فراوان هستند و دومین ماده‌ای هستند که در صنعت بیشترین دستکاری را دارند.
به نوعی، مواد گرانولی یک فاز واحد از ماده را تشکیل نمی‌دهند، بلکه بسته به انرژی متوسط هر ذره، ویژگی‌هایی شبیه به جامدات، مایعات یا گازها از خود نشان می‌دهند. با این حال، در هر یک از این حالات، مواد گرانولی همچنین ویژگی‌هایی منحصر به فرد دارند.
این مواد همچنین رفتارهای متنوعی در الگوهای شکل‌گیری هنگامی که تحریک می‌شوند (به عنوان مثال، در اثر لرزش یا جریان) از خود نشان می‌دهند؛ بنابراین، مواد گرانولی تحت تحریک را می‌توان به عنوان نمونه‌ای از یک سیستم پیچیده در نظر گرفت. آن‌ها همچنین ناپایداری‌ها و پدیده‌های مبتنی بر سیال مانند اثر مگنوس را نمایش می‌دهند.

## تعاریف
مواد دانه‌ای به سیستمی اطلاق می‌شود که از تعداد زیادی ذرات ماکروسکوپی تشکیل شده است. در حالی که ذرات میکروسکوپی (اتم‌ها و مولکول‌ها) در مکانیک کلاسیک با تمام درجات آزادی (DOF) سیستم توصیف می‌شوند، ذرات ماکروسکوپی تنها با درجات آزادی حرکتی هر ذره به عنوان یک جسم صلب توصیف می‌شوند. در هر ذره، تعداد زیادی از درجات آزادی داخلی وجود دارد.
در نظر بگیرید که دو ذره ماکروسکوپی با هم برخورد می‌کنند. در این نوع برخورد، انرژی ناشی از حرکت ذرات به درجات آزادی داخلی میکروسکوپی منتقل می‌شود. این فرایند به نام اتلاف انرژی (Dissipation) شناخته می‌شود و منجر به تولید گرمای غیرقابل برگشت (Irreversible Heat Generation) می‌گردد. نتیجه این پدیده این است که بدون تحریک خارجی، در نهایت تمام ذرات متوقف خواهند شد. در مواد ماکروسکوپی، نوسانات حرارتی معمولاً بی‌اهمیت هستند و تأثیر قابل توجهی بر رفتار کلی سیستم ندارند.
۱. گاز دانه‌ای (Granular Gas):
- زمانی که ماده رقیق و دینامیک باشد و تحت تحریک خارجی قرار گیرد، به آن «گاز دانه‌ای» می‌گویند. در این حالت، پدیده اتلاف انرژی غالب است و رفتار ذرات شبیه به گازهای معمولی است، اما با ویژگی‌های خاص خود. در گاز دانه‌ای، ذرات به‌طور مداوم در حال حرکت و برخورد با یکدیگر هستند و انرژی به صورت مکرر بین درجات آزادی حرکتی و داخلی منتقل می‌شود.

۲. جامد دانه‌ای (Granular Solid):
- وقتی که ماده متراکم و ایستا باشد، به آن «جامد دانه‌ای» اطلاق می‌شود. در این حالت، پدیده گرفتگی (Jamming) غالب است. گرفتگی به وضعیتی اشاره دارد که در آن ذرات به گونه‌ای در هم تنیده و فشرده می‌شوند که حرکت آن‌ها به شدت محدود می‌شود. این وضعیت می‌تواند منجر به ایجاد ساختارهای پایدار و مقاوم شود که در برابر تغییرات خارجی مقاوم هستند.

۳. مایع دانه‌ای (Granular Liquid):
- هنگامی که چگالی ماده در حد متوسط باشد، به آن «مایع دانه‌ای» گفته می‌شود. در این حالت، رفتار ذرات بین گاز دانه‌ای و جامد دانه‌ای قرار دارد و می‌تواند شامل ویژگی‌های هر دو حالت باشد. مایع دانه‌ای ممکن است در شرایط خاصی مانند جریان یا اختلاط مواد دانه‌ای مشاهده شود.

## رفتارهای ایستا

### قانون اصطکاککولن
کولن (Coulomb) نیروهای داخلی بین ذرات گرانولی را به عنوان یک فرایند اصطکاکی در نظر گرفت و قانون اصطکاک را پیشنهاد کرد که طبق آن، نیروی اصطکاک ذرات جامد متناسب با فشار نرمال بین آن‌هاست و ضریب اصطکاک استاتیک بزرگ‌تر از ضریب اصطکاک جنبشی است. او به مطالعه فروپاشی توده‌های شن پرداخت و به‌طور تجربی دو زاویه بحرانی را شناسایی کرد: زاویه حداکثر پایدار {\displaystyle \Theta m} و زاویه حداقل {\displaystyle \Theta r}.
زمانی که شیب توده شن به زاویه حداکثر پایدار برسد، ذرات شن در سطح توده شروع به سقوط می‌کنند. این فرایند زمانی متوقف می‌شود که زاویه شیب سطح برابر با زاویه آرامش شود. تفاوت بین این دو زاویه، {\displaystyle \Delta \Theta =\Theta m-\Theta r}، به عنوان زاویه باگنولد (Bagnold angle) شناخته می‌شود که معیاری از هیسترزیس مواد گرانولی است. این پدیده به دلیل وجود زنجیره‌های نیرو (force chains) است: تنش در یک جامد گرانولی به‌طور یکنواخت توزیع نمی‌شود، بلکه از طریق زنجیره‌های نیرو که شبکه‌هایی از ذرات بر روی یکدیگر هستند، منتقل می‌شود. بین این زنجیره‌ها مناطق با تنش پایین وجود دارد که ذرات آن‌ها به دلیل قوس و قوس‌سازی از تأثیرات ذرات بالایی محافظت می‌شوند. زمانی که تنش برشی به مقدار مشخصی برسد، زنجیره‌های نیرو ممکن است شکسته شوند و ذرات در انتهای زنجیره‌ها در سطح شروع به لغزش کنند. سپس زنجیره‌های جدیدی شکل می‌گیرند تا زمانی که تنش برشی کمتر از مقدار بحرانی شود و بدین ترتیب توده شن زاویه آرامش ثابتی را حفظ می‌کند.

زنجیره انتقال نیروهای تنشی در یک محیط گرانولی

## گازهای گرانولی
اگر مواد دانه‌ای به شدت تحریک شوند به طوری که تماس‌ها بین دانه‌ها به شدت نادر شود، این مواد وارد حالت گازی می‌شوند. به‌طور متناسب، می‌توان دمای دانه‌ای را تعریف کرد که برابر با میانگین مجذور تغییرات سرعت دانه‌ها است و مشابه دمای ترمودینامیکی عمل می‌کند. برخلاف گازهای معمولی، مواد دانه‌ای تمایل دارند که به دلیل طبیعت اتلافی برخوردها بین دانه‌ها، به صورت خوشه‌ای و توده‌ای تجمع یابند. این خوشه‌بندی عواقب جالبی دارد.
به عنوان مثال، اگر یک جعبه نیمه‌تفکیک‌شده از مواد دانه‌ای به شدت تکان داده شود، دانه‌ها با گذشت زمان تمایل دارند که در یکی از بخش‌ها جمع شوند، به جای اینکه به‌طور یکنواخت در هر دو بخش پخش شوند، همان‌طور که در یک گاز معمولی اتفاق می‌افتد. این پدیده که به آن شیطان ماکسول دانه‌ای (Granular Maxwell's Demon) گفته می‌شود، هیچ‌گونه اصول ترمودینامیکی را نقض نمی‌کند زیرا انرژی به‌طور مداوم در این فرایند از سیستم اتلاف می‌شود.
شیطانک ماکسول در اصل یک مفهوم نظری است که توسط فیزیکدان معروف جیمز کلرک ماکسول در قرن نوزدهم مطرح شد. او فرض کرد که می‌توان با استفاده از یک موجود هوشمند (شیطان)، مولکول‌های گاز را به دو دسته تقسیم کرد: مولکول‌های سریع و مولکول‌های کند. این موجود می‌تواند با کنترل درب بین دو محفظه، انرژی را از یک محفظه به محفظه دیگر منتقل کند و در نتیجه دما را کاهش دهد بدون اینکه کار انجام دهد.
در مورد مواد دانه‌ای، این پدیده نشان‌دهندهٔ رفتار غیرمعمولی است که در سیستم‌های دانه‌ای تحت تحریک شدید مشاهده می‌شود. در این حالت، دانه‌ها به دلیل برخوردهای غیرالاستیک و اتلاف انرژی ناشی از اصطکاک، تمایل دارند که در نواحی خاصی جمع شوند و این تجمع بر خلاف رفتار گازهای معمولی است که به‌طور یکنواخت در فضا پخش می‌شوند.
این نوع رفتار در مواد دانه‌ای می‌تواند تأثیرات عمیقی بر روی صنایع مختلف داشته باشد. برای مثال:
1. مهندسی ژئوتکنیک: در طراحی و ساخت سازه‌های زیرزمینی یا دیوارهای نگهدارنده، فهم رفتار خوشه‌ای مواد دانه‌ای می‌تواند به پیش‌بینی بهتر پایداری و مقاومت خاک کمک کند.
2. صنایع غذایی: در فرآیندهای حمل و نقل و بسته‌بندی مواد غذایی دانه‌ای مانند برنج یا شکر، شناخت رفتار خوشه‌ای می‌تواند به بهبود کارایی و کاهش ضایعات کمک کند.
3. فیزیک و علوم بنیادی: مطالعه این پدیده‌ها می‌تواند به فهم عمیق‌تری از دینامیک سیستم‌های پیچیده و رفتارهای غیرخطی منجر شود.

## شکل‌گیری الگو
مواد دانه‌ای برانگیخته (Excited Granular Matter) یک سیستم غنی از نظر شکل‌گیری الگو هستند و رفتارهای متنوعی در این مواد مشاهده می‌شود. برخی از این رفتارهای الگو-شکلی عبارتند از:
1. جداسازی یا غیرمخلوط شدن دانه‌های ناهمسان تحت لرزش و جریان: یکی از نمونه‌های بارز این پدیده، اثر آجیل برزیلی (Brazil Nut Effect) است. در این اثر، وقتی یک بسته مخلوط آجیل تکان داده می‌شود، آجیل‌های بزرگ‌تر (مانند آجیل برزیلی) به سطح بالایی می‌روند. دلیل این پدیده این است که در حین لرزش، مواد دانه‌ای و برخی دیگر از مواد در یک الگوی دایره‌ای حرکت می‌کنند. دانه‌های بزرگ‌تر در حین پایین آمدن در این دایره گیر می‌کنند و به همین دلیل در بالای بسته باقی می‌مانند. این پدیده نه تنها در مواد غذایی بلکه در بسیاری از سیستم‌های دانه‌ای دیگر نیز مشاهده می‌شود و می‌تواند به ما کمک کند تا رفتارهای مشابه را در طبیعت بهتر درک کنیم.
2. شکل‌گیری الگوهای ساختاری در سطوح یا لایه‌های حجمی دانه‌های لرزیده: این الگوها شامل نوارها، مربع‌ها و شش‌ضلعی‌ها هستند. این الگوها به احتمال زیاد ناشی از تحریکات بنیادی سطح به نام «اوسیلون‌ها» (Oscillons) هستند. شکل‌گیری ساختارهای منظم حجمی در مواد دانه‌ای به عنوان «بلورینه شدن دانه‌ای» (Granular Crystallisation) شناخته می‌شود که شامل انتقال از یک بسته‌بندی تصادفی ذرات به یک بسته‌بندی منظم مانند بسته‌بندی نزدیک شش‌ضلعی یا مکعب مرکز بدن است. این پدیده بیشتر در مواد دانه‌ای با توزیع اندازه باریک و مورفولوژی یکنواخت دانه‌ها مشاهده می‌شود.
3. شکل‌گیری موج‌های شنی، تپه‌های شنی و لایه‌های شنی: این الگوها در محیط‌های طبیعی مانند سواحل و بیابان‌ها مشاهده می‌شوند. تپه‌های شنی و موج‌های شنی نتیجه تعاملات پیچیده بین باد، رطوبت و حرکت ذرات دانه‌ای هستند و نشان‌دهندهٔ دینامیک جالبی هستند که در سیستم‌های طبیعی وجود دارد.

برخی از رفتارهای الگو-شکلی قابل بازتولید در شبیه‌سازی‌های کامپیوتری هستند. دو رویکرد اصلی برای این شبیه‌سازی‌ها وجود دارد: رویکرد زمان‌گام (time-stepped) و رویکرد مبتنی بر رویداد (event-driven). رویکرد اول برای چگالی بالای مواد و حرکات با شدت پایین کارآمدتر است، در حالی که رویکرد دوم برای چگالی پایین مواد و حرکات با شدت بالا مناسب‌تر است. این شبیه‌سازی‌ها به محققان کمک می‌کند تا رفتارهای پیچیده سیستم‌های دانه‌ای را بهتر درک کنند و بتوانند پیش‌بینی‌هایی دربارهٔ رفتار آنها در شرایط مختلف انجام دهند.
در نهایت، مطالعه مواد دانه‌ای برانگیخته نه تنها به ما کمک می‌کند تا رفتارهای فیزیکی این سیستم‌ها را درک کنیم، بلکه می‌تواند کاربردهای عملی نیز داشته باشد، از جمله در صنعت ساخت و ساز، مهندسی ژئوتکنیک و حتی علوم زمین‌شناسی.